# گورستان گول تپه ۲
قبرستان ۲ گول تپه مربوط به دوران پیش از تاریخ ایران باستان است و در شهرستان تاکستان، بخش ضیاءآباد، روستای بوزندان واقع شده و این اثر در تاریخ ۲۵ خرداد ۱۳۸۱ با شمارهٔ ثبت ۵۷۱۰ به‌عنوان یکی از آثار ملی ایران به ثبت رسیده است.